# Паль Тіткош
Паль Тіткош (угор. Titkos Pál, 8 січня 1908, Келенвельдь — 8 жовтня 1988, Будапешт) — угорський футболіст, що грав на позиції нападника, зокрема, за клуб «Хунгарію», а також національну збірну Угорщини. По завершенні ігрової кар'єри — тренер.
Дворазовий чемпіон Угорщини. Футболіст 1937 року в Угорщині.

## Клубна кар'єра
У дорослому футболі дебютував 1926 року виступами за команду клубу «Будай 33», в якій провів три сезони. 
Своєю грою за цю команду привернув увагу представників тренерського штабу «Хунгарії», до складу якої приєднався 1929 року. Відіграв за клуб з Будапешта наступні одинадцять сезонів своєї ігрової кар'єри. Більшість часу, проведеного у складі «Хунгарії», був основним гравцем атакувальної ланки команди і одним з її головних бомбардирів, маючи середню результативність на рівні 0,41 голу за гру першості. За цей час двічі виборював титул чемпіона Угорщини. А 1937 року був визнаний футболістом року в Угорщині.
Завершив професійну ігрову кар'єру у «Вашаші», за команду якого виступав протягом 1940—1941 років.

## Виступи за збірну
1929 року дебютував в офіційних матчах у складі національної збірної Угорщини.
У складі збірної був учасником чемпіонату світу 1938 року у Франції. Дебютував на турнірі у третій грі своєї команди — у виграному з рахунком 5:1 півфіналі проти збірної Швеції. Був також учасником фінальної гри, в якій його команді протистояли діючі чемпіони світу італійці. Відзначився у цій грі забитим голом, на 8-й хвилині матчу швидко зрівнявши рахунок після пропущеного двома хвилинами раніше м'яча. Утім урешті-решт Італія виграла з рахунком 4:2, захистивши титул чемпіонів світу, а угорці отримали лише срібні нагороди.
Загалом протягом кар'єри у національній команді, яка тривала 10 років, провів у її формі 48 матчів, забивши 13 голів.

## Кар'єра тренера
Розпочав тренерську кар'єру невдовзі по завершенні кар'єри гравця, 1942 року, очоливши тренерський штаб клубу «Кішпешт». 1946 року став головним тренером команди МТК (Будапешт), тренував клуб з Будапешта один рік.
1958 року став головним тренером збірної Об'єднаної Арабської Республіки (де-факто Єгипту), на чолі якої наступного року виборов Кубок африканських націй.
1961 року залишив Єгипет і повернувся на батьківщину, де протягом наступного року тренував команду «Шалготар'яна».
Помер 8 жовтня 1988 року на 81-му році життя у місті Будапешт.

## Титули і досягнення

### Як гравця
- Чемпіон Угорщини (2):

«Хунгарія»: 1935-1936, 1936-1937
- Віце-чемпіон світу: 1938

### Як тренера
- Володар Кубка африканських націй:

ОАР: 1959